# Babolcsay György
Babolcsay György (Sashalom, 1921. december 26. – Budapest, 1976. július 13.) válogatott labdarúgó, csatár, balszélső, edző.

## Pályafutása

### Klubcsapatban
A Kispesti AC, majd a névváltoztatás után a Budapest Honvéd labdarúgója volt. 1949 és 1955 között öt bajnoki címet nyert a kispesti csapattal.

### A válogatottban
1950 és 1953 között négy alkalommal szerepelt a válogatottban.

### Edzőként
Három alkalommal volt a Bp. Honvéd vezetőedzője. Először 1960 és 1962 között, majd 1967-ben és 1971-ben átmenetileg vállalta a csapat irányítását. 1973 és 1975 között a Békéscsabai Előre vezetőedzője volt.

## Sikerei, díjai

### Játékosként
- Magyar bajnokság
  - bajnok: 1949–50, 1950-ősz, 1952, 1954, 1955
  - 2.: 1951, 1953
- A Magyar Népköztársaság kiváló sportolója (1951)[2]
- A Magyar Népköztársaság Érdemes Sportolója (1954)[3]

## Statisztika

### Mérkőzései a válogatottban
| Magyarország | Magyarország         | Magyarország                  | Magyarország  | Magyarország | Magyarország  | Magyarország | Magyarország | Magyarország |
| #            | Dátum                | Helyszín                      | Hazai         | Eredmény     | Vendég        | Kiírás       | Gólok        | Esemény      |
| ------------ | -------------------- | ----------------------------- | ------------- | ------------ | ------------- | ------------ | ------------ | ------------ |
| 1.           | 1950. április 30.    | Budapest, Megyeri úti stadion | Magyarország  | 5 – 0        | Csehszlovákia | barátságos   | -            | 40'          |
| 2.           | 1950. június 4.      | Varsó                         | Lengyelország | 2 – 5        | Magyarország  | barátságos   | -            |              |
| 3.           | 1950. szeptember 24. | Budapest, Megyeri úti stadion | Magyarország  | 12 – 0       | Albánia       | barátságos   | -            |              |
| 4.           | 1953. október 4.     | Szófia, Levszki-stadion       | Bulgária      | 1 – 1        | Magyarország  | barátságos   | -            |              |
|              | Összesen             |                               |               | 4            | mérkőzés      |              | 0            | gól          |